# Акбулак (Курчумский район)
Акбулак (каз. Ақбұлақ, до 199? г. — Горное) — аул в Куршимском районе Восточно-Казахстанской области Казахстана. Административный центр Акбулакского сельского округа. Код КАТО — 635245100.

## Население
В 1999 году население аула составляло 1154 человека (594 мужчины и 560 женщин). По данным переписи 2009 года, в ауле проживали 363 человека (186 мужчин и 177 женщин).